# KARA THE 3rd JAPAN TOUR 2014 KARASIA
「 KARA THE 3rd JAPAN TOUR 2014 KARASIA 」（カラ・サード・ジャパン・ツアー・2014 カラシア）は、2015年3月18日にDVD、Blu-ray Discにて発売されたKARAのライブ映像作品である。

## 概要
2014年10月から開催され全国7ヶ所10公演、日本3度目のライブツアーから横浜・横浜アリーナの公演を収録。2014年8月に新メンバーのホ・ヨンジを加えたばかりの初のツアーとなった。初回盤には、ツアー・メイキング・フィルムとして横浜アリーナ公演2DAYSの舞台裏に完全密着した特典映像を収録。 
2014年12月22日にWOWOWにて同公演の模様を放送。

## 収録曲
DISC1
1. マンマミーア!
2. Pandora
3. Lupin
4. ハッピーハッピーラブ
5. レスキューミー
6. So Good
7. 天使のウインク by ヨンジ
8. Love The Way You Lie Part 2 by スンヨン
9. みんな空の下 by ハラ
10. Hush Hush by ギュリ
11. Pretty Girl
12. ジェットコースターラブ
13. ガールズ パワー
14. Rock U
15. 一番にわたしを抱きしめて
16. フレンチキス
17. プロミス
18. POP STAR
19. ミスター
20. GO GO サマー!
21. SOS
22. STEP

DISC2
- スペシャル・メイキング・フィルム (初回盤のみ収録)